# Ethegotherium
Ethegotherium — вимерлий рід Notoungulates, що належить до підряду Typotheria. Він жив від нижнього до середнього міоцену, а його скам'янілі останки були виявлені в Південній Америці. Це може бути синонімом роду Prohegetotherium.

## Опис
Це була невелика тварина, розміром не перевищувала європейського кроля. Етеготерій відомий лише з черепа та нижньої щелепи, і його повний вигляд важко відновити. Порівнюючи зі своїми родичами, можна припустити, що це був малий нотоунгулят з коротким хвостом і довгими задніми лапами. Він мав схожість із трохи старшим Prohegetotherium, але відрізнявся від нього декількома особливостями, включаючи менший розмір.
Різці та ікла були спрямовані вперед, створюючи «помилкову діастему» між ними та направленими назад першими премолярами. Верхнє ікло мало дугоподібну коронку, тоді як верхні шийні зуби з високою коронкою були злегка складчастими, без будь-якого розвитку парастильної ділянки та з переривчастою емаллю. На відміну від Prohegetotherium, перший верхній премоляр не мав ні губної борозни, ні парастилю, тоді як другий премоляр мав глибоку язикову борозну, а третій премоляр був досить великим. Для нижніх молярів тригонід був округлим, а не серцеподібним, як у Prohegetotherium.